# Baruun Bayan-Ulaan, Övörkhangai
Baruun Bayan-Ulaan (tiếng Mông Cổ: Баруун Баян-Улаан) là một sum của tỉnh Övörkhangai tại miền nam Mông Cổ. Vào năm 2008, dân số của sum là 2.556 người.

## Địa lý
Trung tâm sum nằm cách tỉnh lị Arvaikheer 175 km về phía tây nam và cách thủ đô Ulaanbaatar 605 km.

### Khí hậu
Khu vực này có khí hậu bán khô hạn. Nhiệt độ trung bình hàng năm trên địa bàn là 6 °C. Tháng ấm nhất là tháng 7, với nhiệt độ trung bình là 28 °C và lạnh nhất là tháng 1, với -20 °C. Lượng mưa trung bình hàng năm là 215 mm. Tháng mưa nhiều nhất là tháng 7, với lượng mưa trung bình 51 mm và khô nhất là tháng 1, với lượng mưa 2 mm.

## Dân số
Dưới đây là dân số của Baruun Bayan-Ulaan qua các năm:
| 2007  | 2008  | 2009  | 2010  | 2011  |
| ----- | ----- | ----- | ----- | ----- |
| 2.596 | 2.556 | 2.560 | 2.638 | 2.728 |

## Kinh tế
Dưới đây là số đầu gia súc tại Baruun Bayan-Ulaan qua các năm:
| 2007    | 2008    | 2009    | 2010    | 2011    |
| ------- | ------- | ------- | ------- | ------- |
| 117.855 | 135.970 | 149.423 | 105.856 | 119.055 |